# Chiesa della Santa Croce (Aleppo)
La Chiesa della Santa Croce (in armeno Սուրբ Խաչ?, trasl. Sourp khach; in arabo كنيسة الصليب المقدس‎?) è un edificio di culto della Chiesa Cattolica armena, ubicato nel distretto al-Orouba di Aleppo.
Il tempio, opera dell'architetto aleppino-Armeno Sarkis Balmanougian, autore del libro Armenian Genocide Memorial in Der-Ez-Zor presenta un'unica cupola con campanile e fu dedicato alla Santa Croce il 24 aprile 1993, in occasione del 78º anniversario del genocidio armeno.

## Storia
Durante la guerra civile siriana e la battaglia di Aleppo del 2012, la sede dell'Arcieparchia di Aleppo degli Armeni fu temporaneamente trasferita nell'edificio dedicato alla Santa Croce, per sfuggire ai frequenti attacchi da parte dei ribelli islamisti alla Cattedrale di Nostra Madre del Soccorso, precedente sede della diocesi.
Ad aprile del 2010 padre Nerses Zabbarian è divenuto il parroco della Chiesa di Santa Croce.

## Galleria d'immagini

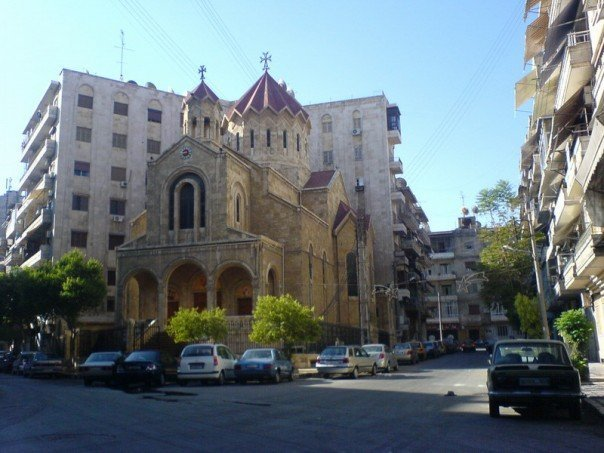
Vista diurna dell'edificio
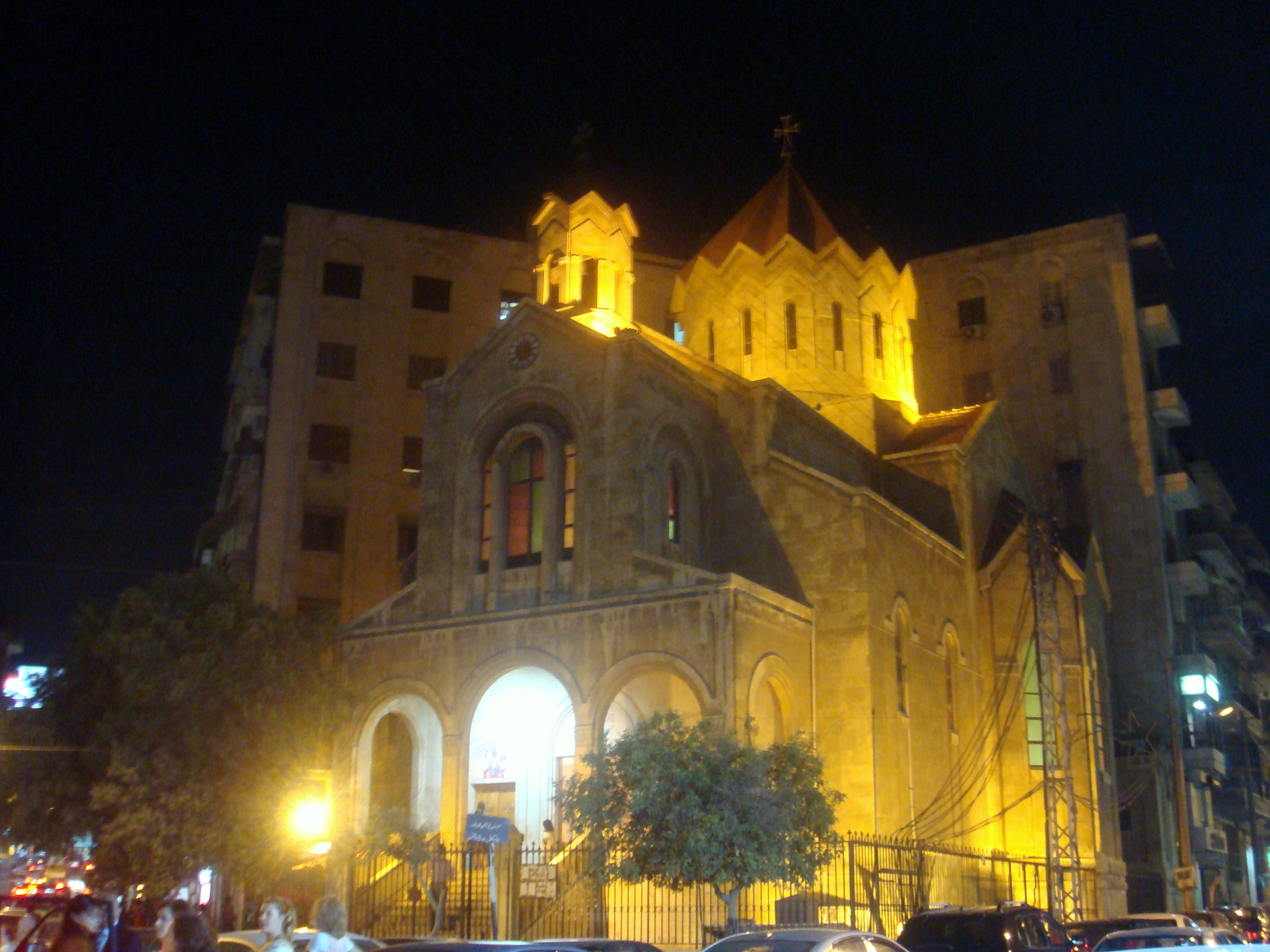
Vista notturna dell'edificio
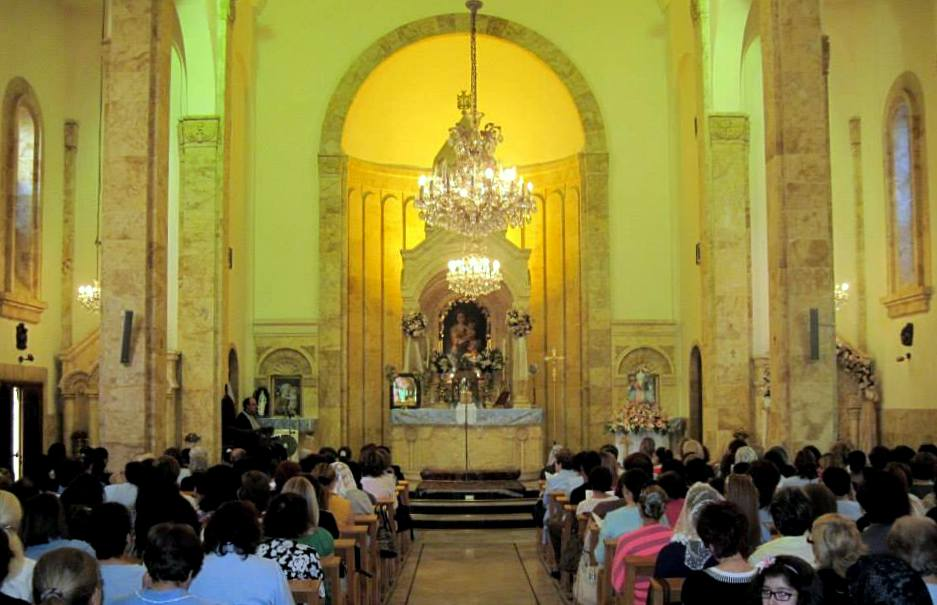
Vista interna della chiesa